# Duo Vitya Vronsky et Victor Babin
Pour les articles homonymes, voir Babin.
Le duo Vitya Vronsky et Victor Babin est considéré comme l'un des meilleurs duos de pianistes classiques du XXe siècle. Il fut composé de Vitya Vronsky (1909-1992) et de son époux Victor Babin (1908-1972).

## Biographie
Vitya Vronsky (Viktoria Mikhailovna Vronskaya) est née le 22 août 1909 à Eupatoria en Crimée alors dans l'empire russe, où elle fut diplômée du conservatoire de Kiev à l'âge de 13 ans et commence sa carrière de concertiste comme soliste. Elle rencontre en 1933 à Berlin alors qu'elle étudie sous la direction d'Artur Schnabel (elle étudiera aussi à Paris avec Alfred Cortot et Egon Petri) un autre étudiant de Schnabel (qui lui étudie la composition avec Franz Schreker), son futur époux Victor Babin (Viktor Genrikhovich Babin), né à Moscou le 13 décembre 1908. Peu après, ils formèrent le duo Vronsky et Babin , décrit par Newsweek Magazine[réf. nécessaire] comme « le plus brillant duo de pianistes de notre génération » et commencèrent une carrière à travers le monde.
Vronsky et Babin furent révélés au public américain par leurs enregistrements de la musique de piano de Serge Rachmaninoff, qui fut leur ami et mentor. Leurs disques furent distribués par RCA Victor, Columbia, Decca et EMI. Malgré une interruption due à la Seconde Guerre mondiale où Babin servit dans les forces armées et Vronsky travailla pour l'effort de guerre dans les hôpitaux de Washington DC, le duo se produira dans environ 1200 concerts en Amérique du Nord. En 1961, Babin devient directeur de l'Institut de musique de Cleveland (en), où lui et Vronsky enseignèrent à la faculté de l'institut. Babin mourut le 1er mars 1972 à Cleveland, et Vronsky continua d'enseigner et de jouer jusqu'à sa mort en 1992 dans cette même ville. Vronsky et Babin ont reçu, de la part du fabricant de pianos Steinway, la distinction de Steinway Immortals.
Victor Babin a composé des mélodies, de la musique de chambre, deux concertos pour deux pianos et une transcription pour deux pianos de la Circus Polka de Stravinsky. Darius Milhaud leur a dédié son concerto pour deux pianos nº 1.

## Source
- Alain Pâris, Dictionnaire des interprètes Bouquins/Laffont 1989 pp.174 et 871